# Цвигофф, Терри
Терри Цвигофф (англ. Terry Zwigoff; род. 18 мая 1949 года, Аплтон, США) — американский кинорежиссёр, сценарист, продюсер.

## Биография
Отправной точкой мировой популярности режиссёра Терри Цвигоффа стали малобюджетные документальные фильмы. Первый фильм «Луи Блуи» (1985 год) об американском музыканте-инструменталисте Ховарде Армстронге, чье сценическое имя «Луи Блуи» (англ. Louie Bluie), полученное от поклонников, стало названием ленты. Второй документальный фильм — «Крамб» (1994 год) о художнике-карикатуристе, основателе андеграундного комикс-движения Роберте Крамбе.
Следующие фильмы Терри Цвигоффа были игровыми. В основу фильма «Мир призраков», снятого в 2001 году, лег номинированный на «Оскар» адаптированный сценарий по одноимённому комиксу Дэниэла Клоуза. Необычность заключается в том, что комиксы, в основном, повествуют о фантастических персонажах, а «Мир призраков» — история с мистическим названием об обычных людях.
В 2003 году Цвигофф снимает криминальную комедию «Плохой Санта» с Билли Бобом Торнтоном в главной роли. Фильм был оценен как разрушающий стереотипы о жанре рождественского кино.
В 2006 году Цвигофф возвращается к комиксам Дэниэла Клоуза и снимает сатирическую комедию «Реклама для гения».

## Фильмография
| Год  |     | Русское название  | Оригинальное название   | Роль                |
| ---- | --- | ----------------- | ----------------------- | ------------------- |
| 1985 | док | Луи Блуи          | Louie Bluie             | режиссёр, продюсер  |
| 1994 | док | Крамб             | Crumb                   | режиссёр, продюсер  |
| 2001 | ф   | Мир призраков     | Ghost World             | режиссёр, сценарист |
| 2003 | ф   | Плохой Санта      | Bad Santa               | режиссёр            |
| 2006 | ф   | Реклама для гения | Art School Confidential | режиссёр            |

## Награды и номинации

### Награды
1995 год — кинофестиваль «Санденс»
- Гран-при в категории «Документальный фильм» — «Крамб»

### Номинации
В 2001 году Терри Цвигофф был номинирован на «Оскар» за лучший адаптированный сценарий к фильму «Мир призраков» (по одноимённому графическому роману Дэниэла Клоуза).